# 3-тя російська армія
3-тя російська армія — армія білих, яка була формально підпорядкована П. Н. Врангелю, але фактично — пропольському Російському політичному комітету Б. В. Савінкова (який, на відміну від Білого руху, визнавав нові національні держави, які відокремилися від колишньої імперії). Була сформована на території Польщі. У листопаді 1920 року, діючи проти більшовиків спільно з українськими військами та армією Булак-Балаховича, зазнала поразки від 14-ї радянської армії та була інтернована польською владою.

## Назва
4 вересня 1920 року Російська армія генерала П. Н. Врангеля була розділена на 1-у та 2-у армії . Російські війська у Польщі, сформовані Б. В. Савінковим від імені Російського політичного комітету, після переходу в підпорядкування Врангелю отримали назву 3-ї армії. Оскільки протягом усього свого існування армія знаходилася на території, що контролювалася польськими та українськими військами, вона найчастіше називалася 3-ю російською армією.

## Формування
Основою армії послужили формування, створені Б. В. Савінковим від імені Російського політичного комітету після угоди, досягнутої з главою Польщі Ю. Пілсудським 23 червня 1920 року. Полякам вони були необхідні для надання радянсько-польській війні, що прийняла для них на той момент несприятливий оборот, антибільшовицького характеру. Перший наказ з російського загону Польщі був виданий у Бресті 1 липня 1920 року генерал-лейтенантом П. У. Глазенапом. Склад російського військового формування спочатку визначався в три піхотних та один кінний полк, дивізіон артилерії плюс допоміжні частини, загальною чисельністю не більше 5000 чоловік. У серпні було вирішено створити окрему кавалерійську дивізію триполкового складу з козаків, які перебігали з Червоної армії на польську сторону. Почалося формування 2-ї стрілецької дивізії. На 13 вересня формування налічувало 4224 солдатів, офіцерів та військових чиновників .

## Склад (на 2 жовтня 1920 року)
Командувач — генерал-лейтенант Б. С. Пермікін
- 1-ша стрілецька дивізія (ген.-майор Л. А. Бобошко) — 3414 чол. :
  - 1-й стрілецький полк (полк. П. Л. Рогожинський) — 600 чол.
  - 2-й стрілецький полк (полковник А. Ю. Саулевич) — 667 чол.
  - 3-й стрілецький полк (полковник В. А. Зайцев) — 584 чол.
  - Кінний полк (полк. А. Л. Ширінкін) — 599 чол.
  - 1-й артилерійський дивізіон (полковник Красовський) — 648 чол.
  - Технічний батальйон (підполк. Медведєв) — 267 чол.
  - Офіцерська кулеметна школа (полк. Би. Ізнар) — 49 чол.
- 2-га стрілецька дивізія (ген.-лейтенант граф А. П. Пален):
  - 5-й стрілецький полк (полк. Н. Джавров)
  - 6-й стрілецький полк (полк. Н. В. Россінський)
  - 7-й стрілецький полк (полк. барон Унгерн)
  - 2-й артилерійський дивізіон (полковник Г. В. Бушен)
- Окрема козацька дивізія (ген.-майор В. А. Трусов) — 2091 чол. :
  - 1-й Донський козачий полк (полк. Волошинів) — 637 чол.
  - Оренбурзький козачий полк (під'єсаул Х. Бек-Мамджієв) — 572 чол.
  - Уральський козачий полк (полк. П. А. Сидоровнін[3]) — 643 чол.
  - 1-ша кінна батарея (осавул Коньков) — 239 чол.

Згодом до складу армії було включено козацьку бригаду осавула Сальникова у складі козачого полку та окремої батареї .

## Бойові дії
На початку жовтня 1920 року розпочалося виведення частин 3-ї російської армії на фронт, проте 18 жовтня 1920 року набуло чинності польсько-радянське перемир'я. Бойові дії продовжила Армія Української народної республіки, до розташування якої були виведені частини 3-ї російської армії. У листопаді 1920 року українці та росіяни спільно намагалися вести наступ у Подільській губернії, проте зазнали поразки та були змушені відступити на польську територію, де зазнали інтернування. 
У 1921 р. армія була перетворена на загін № 2 (загін № 1 — колишня Російська народна добровольча армія Булак-Балаховича), після чого почалася її демобілізація.

## Відомі учасники
У складі 3-ї армії воював Борис Смисловський, згодом — генерал вермахту, який командував російськомовною Дивізією «Руссланд» у Другій світовій війні.